# Catedral de la Transfiguración (Cluj-Napoca)
La Catedral de la Transfiguración (en rumano: Catedrala Schimbarea la Față din Cluj), también conocida como iglesia de los Minoritas (en rumano: Biserica Minoriţilor; en húngaro: Kolozsvári minorita templom),  es un edificio religioso católico en Cluj-Napoca, Rumania. Fue donado en 1924 por la Santa Sede a la Iglesia greco-católica para servir como la catedral católica de la eparquía de Cluj-Gherla, después del cambio del de la sede de la eparquía de Gherla a Cluj

## Historia
La primera iglesia de los Frailes Menores en Cluj fue el edificio conocido hoy como la Iglesia Calvinista de la calle Farkas. Después de la Reforma, en 1556, los Frailes Menores fueron expulsados de la ciudad. Se les permitió regresar solo en 1724 y solo podían establecerse fuera de las murallas de la ciudad. Alrededor de 1765, el ayuntamiento dio permiso a los monjes para establecerse dentro de las murallas de la ciudad. La iglesia y el monasterio fueron construidos en 1778-79, pero la torre se derrumbó el 24 de septiembre de 1779 debido a errores cometidos en las obras del sótano. La reconstrucción de la torre fue financiada por la emperatriz María Teresa de Austria. El diseño fue realizado por el arquitecto del palacio Bánffy, Johann Eberhard Blaumann. La torre y el techo de la iglesia se quemaron en 1798, y se construyó un techo de madera provisional. El nuevo techo no se construyó hasta el siglo XIX. Los murales del techo fueron pintados por Ferenc Lohr en 1908.
Varias familias ofrecieron estipendios de misa para apoyar la construcción de la iglesia. Muchos de ellos fueron enterrados más tarde en la cripta de la iglesia hasta 1834, cuando se prohibieron los entierros dentro de las murallas de la ciudad debido a una epidemia de cólera. 
En 1924, el Papa Pío XI entregó el edificio de la iglesia a la Iglesia greco-católica para que sirviera como catedral de la eparquía de Cluj-Gherla. Las placas con los nombres de los santos de las vidrieras modernistas fueron retiradas tras la transferencia de propiedad en el siglo XX, ya que las figuras representan santos de la tradición latina, con especial referencia a Hungría (tenía los escudos de la familia Haller y de la orden minorita). La adaptación del mobiliario interior a las exigencias del rito bizantino se realizó gracias al esfuerzo del obispo Iuliu Hossu, colocándose un iconostasio. Los altares laterales de estilo rococó se trasladaron a la iglesia de Aiud. 
Cuando la Iglesia greco-católica fue disuelta en 1948 por el régimen comunista, la iglesia pasó a manos de la Iglesia ortodoxa rumana.  
Tras la caída del comunismo en Rumania en 1989, la Iglesia greco-católica pidió la restitución del edificio, pero le fue denegada. Tras un largo proceso judicial, el 20 de febrero de 1998 el Tribunal de Ploieşti falló a favor de la Iglesia greco-católica. El 20 de marzo de 1998 los sacerdotes ortodoxos realizaron una procesión en el centro de Cluj para protestar de nuevo por la restitución.Ese mismo año se descubrió debajo de la iglesia una cripta olvidada durante cien años que contenía las tumbas de las familias Bogdanfi, Csiki, Toroczkai y Kornis.

## Arquitectura
La fachada del edificio se realizó según un típico del estilo barroco. El arquitecto hizo la entrada con un avant-corps muy pronunciado, arqueado hacia el exterior y conectado con las esquinas de la fachada, de la que se encuentra a una distancia de 3,60 metros.
En la iglesia se pueden encontrar siete monumentos honorarios de estilo barroco e Imperio, en su mayoría de familias armenias adineradas. Los frescos del techo fueron pintados en 1908 por Francisc Lohr y restaurados en 1968 por Coriolan Munteanu.

## Galería

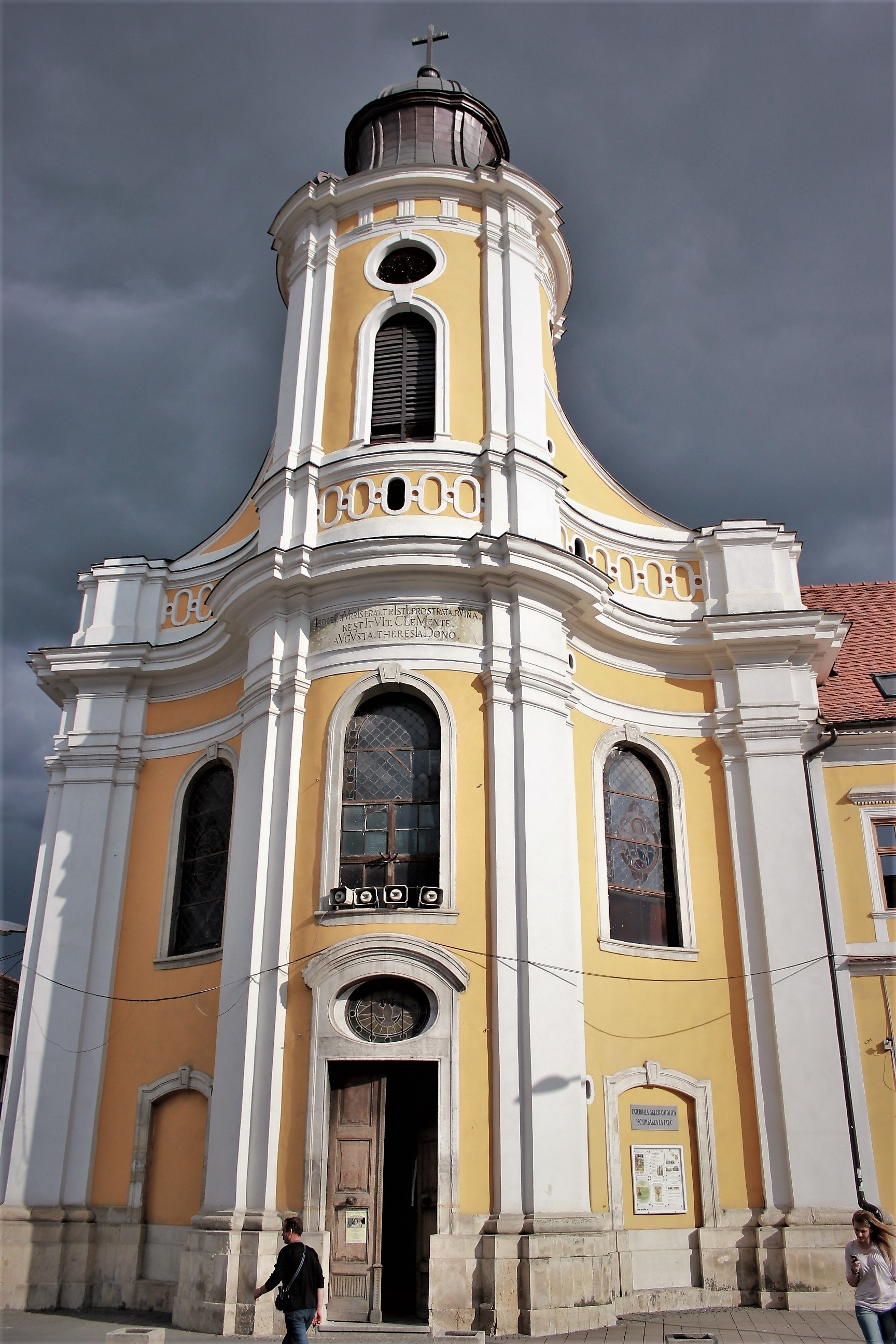
Fachada principal de la catedral
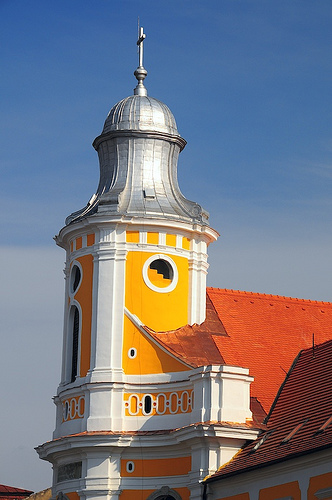
Vista de la torre del templo
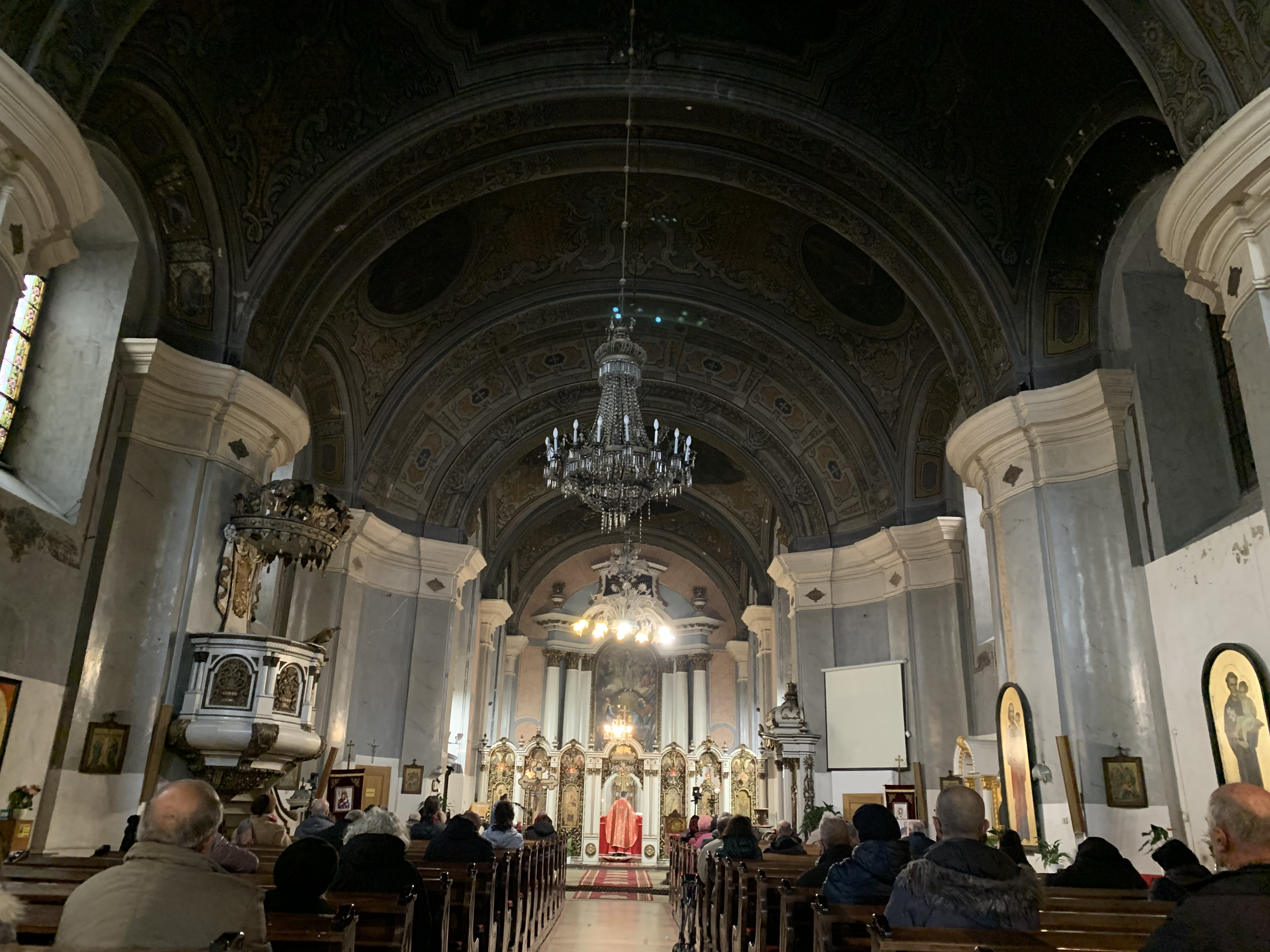
Interior de la catedral